# Dowmunt
Dowmunt, lit. Daumantas (starorus. Dowmont, zm. 24 marca 1285) – wielki książę litewski w latach 1282–1285.
Część historyków przypuszcza, iż mógł on być krewnym Mendoga i być może ojcem Butygejda i Jagołda (a przez to pradziadkiem Giedymina).  W 1282 roku przejął władzę na Litwie po śmierci Trojdena. W 1283 roku przyjął do swojego kraju pokonanych przez zakon krzyżacki Jaćwingów. W 1284 prowadził wojnę z zakonem krzyżackim, która pozostała nierozstrzygnięta dla obu stron. W 1285 roku zorganizował wyprawę wojenną na Ruś. Zginął podczas kampanii wojennej przeciwko księstwu twerskiemu.